# Sarcophaga xizangensis
Sarcophaga xizangensis är en tvåvingeart som beskrevs av Fan 1981. Sarcophaga xizangensis ingår i släktet Sarcophaga och familjen köttflugor.
Artens utbredningsområde är Tibet. Inga underarter finns listade i Catalogue of Life.